# Pallantion
Pallantion (ógörög: Παλλάντιον, néha Palantion, ógörög: Παλάντιον, latin: Pallantium, Palantium) város az ókori Görögországban, Árkádiában, amely a legenda szerint alapítójáról, Pallaszról, Lükaón árkádiai király egyik fiáról kapta a nevét (feltehetően névmagyarázó mítosz), más mítosz szerint viszont Pallasz Athénéről.
A város Tegeatól nyugatra, a pallantioni síknak nevezett kis síkságon (Παλλαντικόν πέδιον) feküdt, amelyet Tegea területétől töltés? (hóma, görög: χῶμα) választott el.
A mítosz szerint a trójai háború előtt hatvan évvel ebből a városból vezette a pallantioni születésű Evander a görög gyarmatosítókat a Tiberis partjára, és alapította meg eredeti szülőhazájáról elnevezett városát, Pallantiont (Pallantiumot) amely később beolvadt Róma városába, és neve a Palatinus-domb nevében maradt fenn. Emiatt Pallantion jelentősége jóval nagyobb volt a rómaiak, mint a görögök számára.
Pallantion i. e. 371-ben részt vett Megalopolisz alapításában, de továbbra is önálló városállam maradt, mivel Tegea, Megalopolisz és Aszea mellett pallantioniakat is úgy említenek, hogy csatlakoztak Epameinóndaszhoz az i. e. 362-es mantineai csata előtt. A közelben zajlott i. e. 228-ban a leuktrai csata Kleomenész és Aratosz között.
Ezt követően Pallantion eljelentéktelenedett, de Rómához fűződő nevezetes kapcsolata miatt Antoninus Pius császár helyreállíttatta és kibővíttette, valamint adózás alóli mentességet adott és más kiváltságok biztosított számára. A városba Pauszaniasz is ellátogatott, és egy szentélyről Pallas és Evander szobrokkal, valamint Démétér és Core (Perszephoné) templomáról számolt be. Látta továbbá a híres árkádiai, Polübiosz szobrát is, és a város feletti dombon, amely az ókorban a város akropolisza volt, a tiszta (καθαροί) istenek templomát is felkereste.
A város maradványait a XIX. században fedezték fel Makri közelében, Trípoli és Leondari között. A romokat régebben Trípoli lakói kőbányaként hasznosították. Régészek által feltárt romja a mai Pallantio, a korábbi Berbati közelében található, amelyet azért neveztek át, hogy a település neve jelezze az ősi várossal való kapcsolatát. 1939–1940-ben a régészeti lelőhelyet az Athéni Olasz Régészeti Iskola (Guido Libertini, de főleg Alfonso De Franciscis) fedezte majd tárta fel, 1984-1986-ban az athéni Norvég Intézet és az Olasz Iskola (Erik Østby és Mario Iozzo) együttműködve folytatta az ásatásokat.
A régészek két VI. századi keresztény bazilika romjait is feltárták, amelyek régebbi épületek maradványait is magukban foglalták, és egyiküket eredetileg Szent Kristófnak szentelték.